# Couternon
Couternon este o comună în departamentul Côte-d'Or, Franța. În 2009 avea o populație de 1,650 de locuitori.

## Evoluția populației
| An        | 1975 | 1982 | 1990  | 1999  | 2006  | 2009  |
| --------- | ---- | ---- | ----- | ----- | ----- | ----- |
| Populație | 590  | 745  | 1,116 | 1,515 | 1,608 | 1,650 |